# 만나고 싶었습니다
《만나고 싶었습니다》는 대한민국의 KBS에 방송되었던 교양 프로그램이다.

## 기획 의도
이 프로그램은 연세가 많은 원로, 유명 인사들이 출연하여, 과거의 경험과 인생 이야기를 통해 시청자들과 소통하는 토크 프로그램이다.

## 역사
동양방송이 언론통폐합으로 한국방송공사에 강제 통합되면서, 새롭게 개국한 KBS 2TV의 정식 개편에 따라 외국어 회화 프로그램은 KBS 3TV로 편성 변경되었고, 별도로 1981년 2월 2일에 첫 방송을 시작하였다.
프로그램 초기에는 《8시에 만납시다》와 《9시에 만납시다》 등 저녁 시간대의 진행자가 무대 중앙에서 출연자 및 방청객과 자연스럽게 대화 진행하는 공개방송 형식의 생활 정보 프로그램이었으나, 1982년 2월 15일에 프로그램 제목을 《11시에 만납시다》로 변경하면서, 음악과 감성 토크가 어우러진 형식의 심야 시간대로 이동하였다. 1983년 11월, 기존의 음악 중심 구성에서 벗어나 새로운 포맷으로 개편되었고, 연세 많은 원로 인사들을 초청해 그들의 삶과 지혜를 나누는 토크로 편성된다.
KBS 2TV의 채널에서 1981년 3월 7일부터 광고방송(상업광고방송)을 개시하면서 평일 4블록 20분 및 주말과 공휴일에 5블록 25분을 편성했고, 1982년 1월 25일부터 KBS 2TV의 채널에 광고시간을 185분에서 474분으로 늘려서 편성을 했다.
1984년 4월에 방송 편성이 금요일과 토요일로 축소되었으며, 1989년 3월 편성이 다시 수요일과 목요일로 축소되었다. 이후 1991년 5월에 방송 횟수가 매주 수요일과 목요일로 확대되었다.
1992년 봄 개편에 따라 방송 횟수가 다시 화요일부터 목요일까지로 축소되었으며, 이후 매주 월요일로 변경되었으나, 시청률이 급격히 하락하였다.
이에 따라 1992년 가을 개편에서 《만나고 싶었습니다》로 프로그램 제목이 변경되었으나, 시청률과 화제성을 유지하지 못하면서 결국 1993년 3월 28일 프로그램이 종영되었다.

## 방송 일정
| 방송 채널 | 방송 기간                          | 방송 시간                                                | 장르      | 비고 |
| KBS 2TV   |                                    |                                                          |           |      |
| --------- | ---------------------------------- | -------------------------------------------------------- | --------- | ---- |
| KBS 2TV   | 1981년 2월 2일 ~ 1981년 4월 3일    | 매주 평일 저녁 8시 ~ 9시                                 | 교양정보  |      |
| KBS 2TV   | 1981년 4월 6일 ~ 1981년 9월 4일    | 매주 평일 밤 9시 ~ 9시 50분                              | 교양정보  |      |
| KBS 2TV   | 1981년 9월 7일 ~ 1982년 1월 29일   | 매주 평일 밤 9시 ~ 9시 40분                              | 교양정보  |      |
| KBS 2TV   | 1982년 2월 1일 ~ 1982년 2월 12일   | 매주 평일 밤 9시 10분 ~ 9시 45분                         | 교양정보  |      |
| KBS 2TV   | 1982년 2월 15일 ~ 1982년 9월 17일  | 매주 평일 밤 11시 ~ 12시                                 | 대담·토크 |      |
| KBS 2TV   | 1982년 9월 20일 ~ 1983년 3월 25일  | 매주 평일 밤 11시 5분 ~ 12시                             | 대담·토크 |      |
| KBS 2TV   | 1983년 3월 28일 ~ 1984년 3월 31일  | 매주 평일 밤 11시 ~ 12시 매주 토요일 밤 11시 20분 ~ 12시 | 대담·토크 |      |
| KBS 2TV   | 1984년 4월 2일 ~ 1986년 5월 22일   | 매주 월요일 ~ 목요일 밤 11시 ~ 12시                      | 대담·토크 |      |
| KBS 2TV   | 1986년 5월 26일 ~ 1987년 2월 26일  | 매주 월요일 ~ 목요일 밤 11시 5분 ~ 12시                  | 대담·토크 |      |
| KBS 2TV   | 1987년 3월 2일 ~ 1987년 5월 7일    | 매주 월요일 ~ 목요일 밤 11시 10분 ~ 12시                 | 대담·토크 |      |
| KBS 2TV   | 1987년 5월 11일 ~ 1987년 7월 8일   | 매주 월요일 ~ 목요일 밤 11시 25분 ~ 12시 10분            | 대담·토크 |      |
| KBS 2TV   | 1987년 7월 12일 ~ 1987년 10월 8일  | 매주 월요일 ~ 목요일 밤 11시 15분 ~ 12시                 | 대담·토크 |      |
| KBS 2TV   | 1987년 10월 12일 ~ 1988년 4월 28일 | 매주 월요일 ~ 목요일 밤 11시 10분 ~ 12시                 | 대담·토크 |      |
| KBS 2TV   | 1988년 5월 2일 ~ 1989년 3월 2일    | 매주 월요일 ~ 목요일 밤 11시 5분 ~ 11시 55분             | 대담·토크 |      |
| KBS 2TV   | 1989년 3월 6일 ~ 1989년 10월 3일   | 매주 월요일 ~ 화요일 밤 11시 5분 ~ 11시 55분             | 대담·토크 |      |
| KBS 2TV   | 1989년 10월 9일 ~ 1990년 4월 2일   | 매주 월요일 ~ 화요일 밤 10시 55분 ~ 11시 55분            | 대담·토크 |      |
| KBS 2TV   | 1990년 4월 8일 ~ 1990년 4월 9일    | 매주 월요일 ~ 화요일 밤 10시 50분 ~ 11시 40분            | 대담·토크 |      |
| KBS 2TV   | 1990년 5월 21일 ~ 1990년 10월 23일 | 매주 월요일 ~ 화요일 밤 11시 5분 ~ 11시 55분             | 대담·토크 |      |
| KBS 2TV   | 1990년 10월 29일 ~ 1991년 5월 14일 | 매주 월요일 ~ 화요일 밤 11시 5분 ~ 12시                  | 대담·토크 |      |
| KBS 2TV   | 1991년 5월 20일 ~ 1991년 10월 3일  | 매주 월요일 ~ 목요일 밤 11시 20분 ~ 12시 5분             | 대담·토크 |      |
| KBS 2TV   | 1991년 10월 7일 ~ 1992년 4월 2일   | 매주 월요일 ~ 목요일 밤 11시 15분 ~ 12시                 | 대담·토크 |      |
| KBS 2TV   | 1992년 4월 6일 ~ 1992년 9월 28일   | 매주 월요일 밤 11시 5분 ~ 12시                           | 대담·토크 |      |
| KBS 2TV   | 1992년 10월 11일 ~ 1993년 3월 28일 | 매주 일요일 밤 11시 ~ 12시                               | 대담·토크 |      |

## 에피소드 목록

### 1982년
8월
- 8월 12일 7인의 탈출학병 결사대 / 8.15 특집드라마 <그 여름의 이틀>의 주역들

### 1983년
12월
- 12월 6일 김수환 추기경과 함께

### 1985년
12월
- 12월 17일 역사의 수레바퀴에서 진실을 이병주

### 1987년
3월
- 3월 11일 인정을 뿌리며 달리는 사람들 체신봉사상 수상자

### 1988년
| 1월 - 1월 4일 한 획에 바친 30년의 집념 서예가 김창완 - 1월 5일 칠순이 마라톤 인생 이덕규 - 1월 6일 아픔속에 피어난 화음의 세계 베데스타 현악 4중주단 - 1월 7일 조기홍 - 1월 11일 집념의 산사나이 에베레스트 정상에 서다 허영호 - 1월 12일 검정고시 대입 합격자들 - 1월 13일 신춘문예 그 외로운 출발 당선자들과 함께 - 1월 14일 영화계의 정상을 달린다 이영하 - 1월 18일 자동차 산업의 개척자 김창원 - 1월 19일 소망을 심는 할머니 원장님 조명진 - 1월 20일 미래의 꿈 키우는 유전공학자 한문희 - 1월 21일 시인의 아내 그내조의 길 유익순 - 1월 25일 연예계 88유망주들과 함께 김혜수, 이정석, 김세준 - 1월 26일 동굴은 살아야한다 동굴 사진작가 석동일 - 1월 27일 건강의 전도사 홍문화 - 1월 28일 합성의 현장뛰며 체육기자 30년 2월 - 2월 1일 송어양식의 개척자 정석조 - 2월 2일 러시아의 말과 글 연구 한평생 동완 - 2월 3일 세계인의 가슴에 한국인의 참모습을 유유진 - 2월 4일 영화인의 새사령탑 윤일봉 - 2월 8일 해양개발 내일을 연다 허형택 - 2월 9일 민주화합의 길을 묻는다 이관구 - 2월 10일 뜻이 있는 곳에 길이 있다 이민영, 김종형 - 2월 11일 (불명) - 2월 15일 농아 자녀에 쏟은 정성 27년 정기분 - 2월 16일 역경 속에 보람일군 의지의 한국인 김차옥 - 2월 17일 (불명) - 2월 22일 봉산탈춤의 맥을이어 김선봉 - 2월 23일 87 격동의 현장에서 보도사진전 수상자들 - 2월 24일 어비이 섬김에 정성을 다하리 이영희, 김석형 - 2월 25일 우리꼭두극 유고에 가다 한국유니마 - 2월 29일 그늘진곳에 따스한 손길을 김용원 3월 - 3월 1일 민족의 혼을 찾아서 최서면 - 3월 2일 배뱅이 굿의 명인 이은관 - 3월 3일 공사창립 특집초정 노정팔 - 3월 7일 동서철학의 길 한평생 배종호 - 3월 8일 경제학계의 거목 최호진 - 3월 9일 암벽등반 그 절정의 순간을 담아 이훈태 - 3월 10일 사조인생 반세기 이태극 - 3월 14일 산에 좋아 산을 지키며 이옥모 - 3월 15일 칠순에도 청년의 시심으로 김경린 - 3월 16일 파사현정의 법조 50년 나항윤 - 3월 17일 아픔도 기쁨도 함께 나누리 김동식 목사 - 3월 21일 대하드라마 토지의 주역들 - 3월 22일 끝없는 모정 영광의학사모 조정원, 황을숙 모녀 - 3월 23일 흥과 멋의 사물놀이 김덕수 외 - 3월 24일 여류조각 개척한 열정 40년 윤영자 - 3월 28일 보다시적으로 보다 정열적으로 연극배우 박정자 - 3월 29일 한국 음악학의 길을 열다 이혜구 - 3월 30일 자립영농의 꿈을 키운다 박경식 - 3월 31일 소년 자원보호자협의회 사람들 4월 - 4월 4일 붓끝에 담은 여심 이수덕 - 4월 5일 수학에서 문명비판까지 김용운 - 4월 6일 (불명) - 4월 7일 (불명) - 4월 11일 빛과 색채의 화가 이준 - 4월 12일 역경을 딛고선 재활의 집념 김윤동 - 4월 13일 씨알의 편에 서서 함석헌 - 4월 14일 국경없는 사랑의 전화 심철호 - 4월 18일 자연을 아끼는 마음으로 이일구 - 4월 19일 효의 전도사 김범일 - 4월 20일 사진예술의 외길 반세기 원로사진 작가 정인성 - 4월 21일 우리 민족의 과학정신 박성래 - 4월 25일 좌절딛고 부농이룬하우스 농삿군 박흥석 - 4월 26일 가뭄과 기아의 현장에서 최상균 - 4월 27일 가곡에 쏟은 열정과 집념 엄정행 - 4월 28일 백제문화연구에 쏟은 집념 전영재 5월 - 5월 2일 임석정 스님 - 5월 3일 신영길 - 5월 4일 (부제) - 5월 9일 자니 윤 - 5월 10일 정의채 신부 - 5월 11일 조기순 박사 - 5월 12일 피아니스트 정진우 - 5월 16일 노지숙 - 5월 17일 (불명) - 5월 18일 이광규 - 5월 19일 (불명) - 5월 23일 월운 스님 - 5월 24일 이야기 할머니 전보은 - 5월 25일 신사임당 수상자 이혜자 - 5월 26일 인재성 목사 - 5월 30일 물리학자 김영덕 - 5월 31일 김점순 6월 - 6월 1일 방혜자 - 6월 2일 여승구 - 6월 6일 형덕례 - 6월 7일 김제권, 이상희 - 6월 8일 교정대상 수상자들 - 6월 9일 김기호 - 6월 13일 두봉주교 - 6월 14일 철학자 김태길 - 6월 15일 최초의 남북협상 그때를 듣는다 송남헌 - 6월 16일 황금심 - 6월 20일 편화가 황규백 - 6월 21일 (불명) - 6월 22일 호주대사 부부 - 6월 23일 여성가 김창화 - 6월 27일 백용태 - 6월 28일 국악인 정달영 - 6월 29일 ~ 6월 30일 외곬 종이인생 조형균 | 7월 - 7월 4일 김순애 - 7월 5일 시인 신경림 - 7월 6일 강석회 교수 - 7월 7일 서광윤 - 7월 11일 김상술 - 7월 12일 역사의 대중화 이이화 - 7월 13일 태백산맥의 작가 조정래 - 7월 14일 지구촌을 누비는 나그네 서진근 - 7월 18일 박성배 교수 - 7월 19일 홍시환 박사 - 7월 20일 한학자 홍찬유 - 7월 21일 세계인의 입맛을 맞춘다 이인언 - 7월 25일 김경식 전도사 - 7월 26일 최인호 - 7월 27일 김종렬 - 7월 28일 선우양국 8월 - 8월 2일 오재길 - 8월 3일 박민선 - 8월 4일 한명석 - 8월 8일 김옥진 - 8월 9일 남궁원 - 8월 10일 오지탐험의 젊은이들 - 8월 11일 원로체육인 이흥종 - 8월 15일 안춘생 - 8월 16일 폴란드교포 유동주 박사 - 8월 17일 홍정희 - 8월 18일 최병문 - 8월 22일 조경학자 윤국병 - 8월 23일 문병기 - 8월 24일 김광섭 - 8월 25일 전숙희 - 8월 29일 이인영 - 8월 30일 김용권 - 8월 31일 매킨리에 오른 한국산 처녀들 9월 - 9월 1일 (불명) - 9월 5일 박세원 - 9월 6일 김영태 - 9월 7일 (불명) - 9월 8일 (불명) - 9월 12일 (불명) - 9월 13일 김회갑 - 9월 14일 유태준 - 9월 15일 전상진 - 1988년 하계 올림픽 기간 동안, 녹화 중계로 인하여 결방 10월 - 10월 3일 김영남 - 10월 4일 코리아나 - 10월 5일 (불명) - 10월 6일 (불명) - 10월 10일 오죽헌관리소장 정문교 - 10월 11일 재일 사업가 김희수 - 10월 12일 전통건축의 뿌리찾기 반세기 장기인 - 10월 13일 (불명) - 10월 17일 김오중 - 10월 18일 유투시아 수녀 - 10월 19일 이창호 - 10월 20일 (불명) - 10월 24일 모범 독서운동가 홍순태 - 10월 25일 (결방) - 10월 26일 강우일 주교 - 10월 27일 자애로 지켜온 가정 정순응 - 10월 31일 가요와함께 한평생 황문평 11월 - 11월 1일 제25회 저축의 날 수상자들과 함께 - 11월 2일 이웃에 봉사의 손길을 김옥라 - 11월 3일 적십자 박애장은장수상자 윤병진 - 11월 7일 완이 아버지의 15년 방현규 - 11월 8일 88프로야구 돌풍의 주역 김영덕 감독 - 11월 9일 전각에 바친 정열 정문경 - 11월 10일 광고연출가 윤석태 - 11월 14일 땀과 노력으로 일군 부농의 꿈 정석현 - 11월 15일 5천년이어온 한국의 음식문화 이성우 - 11월 16일 시낭송 운동펴온 구도의 시인 박희진 - 11월 17일 선교무대에 오른 여류문인 정연회 - 11월 21일 한국축구의 새사령탑 이희택 - 11월 22일 (결방) - 11월 23일 민족교육을 위하여 성내운 - 11월 24일 서수남 하청일 - 11월 28일 올해의 발명가들 - 11월 29일 화선지에 영혼을 조수호 - 11월 30일 상고사펴낸 원로법학자 최태영 12월 - 12월 1일 하숙정 - 12월 5일 여성골퍼 구욱희 - 12월 6일 (불명) - 12월 7일 한글타자기에 바친 의학박사 공병우 - 12월 8일 종이 공예 그 멋을 찾아 김경 - 12월 12일 문예진흥원 이끄는 원로영문학자 여석기 - 12월 13일 신국악창작의 외길 인생 이강덕 - 12월 14일 소년소녀 가장들 - 12월 15일 북의 생활상을 쏜 사회학자 이온죽 - 12월 19일 농업기술상 수상한 농촌의 역군들 황병목, 이선수 - 12월 20일 한국공업의 선구자 이채호 - 12월 21일 가업 4대 이어가는 붓의 명인 안종선 - 12월 22일 이용렬 - 12월 26일 나의 삶과 의술 김영택 - 12월 27일 재주의 삶과 한을 화폭에 변시지 - 12월 28일 봉사하는 기쁨 조윤남 - 12월 29일 무진년을 보내면서 이돈명총장과 함께 |

### 1989년
| 1월 - 1월 4일 명사와의 대화 류홍렬 - 1월 5일 명사와의 대담 김우현 - 1월 9일 반효정, 성유향 - 1월 10일 극작가 김교식 - 1월 11일 창공에 펼친 꿈 2만5천시간 노응식 - 1월 12일 국내 첫 디자인학박사 박대순 - 1월 16일 환경공해를 말한다 권숙표 - 1월 17일 영화감독 장길수 박광수 - 1월 18일 세계속에 한국을 심는 사회학자 박흥수 교수 - 1월 19일 핵물리학 연구에 쏟은 집념 성백능 - 1월 23일 원로 여류화가의 화업일생 이현옥 - 1월 24일 대한의학협회 회장과 함께 김재전 - 1월 25일 호행상 수상 남궁금숙 이순남 - 1월 26일 사진작가 문순화 송기엽 - 1월 30일 독립운동가 김동상 유족 - 1월 31일 세계패유도감낸 집념의 수집가 김동섭 2월 - 2월 1일 가요계의 정상 주현미와 함께 - 2월 2일 대이어 지켜온 봉산탈춤 윤옥 - 2월 7일 권영대 - 2월 8일 컴퓨터 산업의 개척자 이주용 - 2월 9일 신임 미협이사장 김서봉 - 2월 13일 광고 PR에 평생을 바쳐 김용중 - 2월 14일 우리것 가꾸는 오늘의 광대 심우성 - 2월 15일 해외여행의 바른 길 유민철 - 2월 16일 스키할아버지 백남흥 - 2월 20일 원로 외교관과 함께 한표욱 - 2월 21일 산골짜기에서 온 편지의 대천덕 신부 - 2월 22일 홍남순 변호사 - 2월 23일 중국교포작곡가 한민수 - 2월 27일 끝없는 탐구와 창조의 정신으로 안동숙 - 2월 28일 선명다한 독립투사 조명 하의사 3월 - 3월 1일 독립운동사 편찬위원장 김우전 - 3월 2일 남미 에콰도르의 한국인 수녀 - 3월 6일 그곳이 차마 꿈엔들 잊힐리아 지웅회 - 3월 7일 미스코리아 출신과 함께 녹원회 - 3월 13일 박영창 목사 - 3월 14일 20대 박사들 - 3월 20일 돌박사 전무식 교수 - 3월 21일 패션모델과 함께 - 3월 27일 망명 북한유학생과 함께 - 3월 28일 코리안 그라스 4월 - 4월 3일 조중건 사장 - 4월 4일 진기록에 도전 - 4월 10일 여성숙 하마리아 - 4월 11일 말더듬이의 한 김용수 - 4월 17일 플라즈마에 건 집념 이동령 - 4월 18일 이색 직종 오감의 마술사 - 4월 24일 정신과 전문의 이호영 - 4월 25일 기독월남용사 선교회와 함께 5월 - 5월 1일 동요작곡가 김공선 - 5월 2일 동물조련사와 함께 - 5월 8일 장한 어머니 박순덕 - 5월 9일 (불명) - 5월 15일 우리는 교육가족 - 5월 16일 냉면기업 3대 - 5월 22일 민족얼 지켜온 집념인생 김재홍 - 5월 23일 세계챔피언들과 함께 - 5월 29일 전위 연극에 바친 열정 무세중 - 5월 30일 88년도 미스코리아와 함께 6월 - 6월 5일 굿판에서 보낸 한 평생 김석출 - 6월 6일 보훈병원 간호사들과 함께 - 6월 12일 재미학자 최지일 - 6월 13일 정년퇴임하는 동물박사 오창영 - 6월 19일 재미교포 교수 박한식 - 6월 20일 고국 찾은 중국교포 예술인 부부 - 6월 26일 6.25증언 금괴수송작전 홍구표 - 6월 27일 도자기에 바친 여심 윤구옥 | 7월 - 7월 3일 서울 600년 김영상 - 7월 4일 날씨따라 울고 웃고 박영대 - 7월 10일 박성구 신부 - 7월 11일 망향 49년 영구 귀국한 사할린 동포 엄철영 - 7월 17일 우리나라 국회사의 상증인 이호진 - 7월 18일 양복 기업 4대 이용수 - 7월 24일 정신건강에 바친 집념 이부영 - 7월 25일 영원한 동심 권길상 - 7월 31일 새벽을 깨우리로다 김진홍 8월 - 8월 1일 웃음을 화폭에 오해창 - 8월 7일 호산 선생 일기 61년 한학자 강선생 - 8월 8일 피아노에 바친 열정 이경숙 - 8월 14일 (불명) - 8월 15일 의병의 얼 되새겨 보는 독립정신 - 8월 21일 꿋꿋하게 살아요 소년소녀가장 - 8월 22일 아리랑박사 박민일 - 8월 28일 삼익악기 사장 이효익 - 8월 29일 천의 얼굴 만드는 마술사 전예출 9월 - 9월 4일 방송은 나의 영원한 고향 임택근 - 9월 5일 정원욱 - 9월 11일 광복군 창립 49주년을 맞아 박영준 - 9얼 12일 창학동에서 온 떡꺼머리 총각들 은희문, 은희석 - 9월 18일 김집 체육부 장관 - 9월 19일 아마무선사 박진경, 김상일 - 9월 25일 전 북한군부총참모장 이상조 - 9월 26일 무속에 바친 44년 김금화 10월 - 10월 2일 반예문 신부 - 10월 3일 (불명) - 10월 9일 소련 조선말방송국장 최영근 - 10월 10일 중국교포성악가 방초선 - 10월 16일 종교화가 이연호 목사 - 10월 17일 특수효과 쏟은 열정 박광남 - 10월 23일 극복의 보람 여의사 김필렬 - 10월 24일 박근혜씨와 함께 - 10월 30일 밀림에 전파한 복음과 인술 전희근 - 10월 31일 89사법시험 합격자들과 함께 11월 - 11월 6일 주한 헝가리대사와 함께 - 11월 7일 저축유공훈장 받은 요리연구가 하선정 - 11월 13일 원효의 맥을 이어 법흥스님 - 11월 14일 목사가 되어 돌아온 후라이보이 곽규선 - 11월 20일 핵원료 국산화에 건집념 한필순 - 11월 21일 분출하는 용암처럼 피아니스트 서혜경 - 11월 27일 하얀전쟁의 작가 안전효 - 11월 28일 경주 황남빵 할아버지 최영화 12월 - 12월 4일 정보화시대의 선두주자 이용태 - 12월 5일 선인장 할아버지 이성희 - 12월 11일 이국에 떠도는 원혼을 달래며 석태연, 서남현 - 12월 12일 서울 24시의 작가 이경재 - 12월 18일 슬픔이 있는 곳에 기쁨을 이인복 교수 - 12월 19일 사진기에 담은 집념 류재정 - 12월 25일 성탄절에 만나보는 참사랑의 실천자 강성숙 수녀 - 12월 26일 80년대를 보내면서 올림픽 주연과 함께 박세직 |

### 1990년
| 1월 - 1월 8일 바다로의 열정 박병권 - 1월 9일 한국여성문학에 바친 집념 김용숙 - 1월 15일 민족이 하니됨을 기도하며 김지길 목사 - 1월 16일 KBS 연기대상 수상자와 함께 고두심, 노주현 - 1월 22일 ~ 1월 23일 교도소 재소자들의 대부 박삼중 스님 - 1월 29일 자신있게 사는 여성 최고 매출상 받은 대우전자 주부외판원 - 1월 30일 복애 인생 건 젊은장인 김관식 2월 - 2월 5일 영재교육에 심은 꿈 정연태 - 2월 6일 격동기의 현장을 사진에 담아 이경모 - 2월 12일 도시박사 손정목 교수 - 2월 13일 방송기재 수집에 바친 집념 유병은 - 2월 19일 국악대중화에 쏟는 열정 이승렬 - 2월 20일 반세기만의 혈육상봉 이철휘 - 2월 26일 마지막 황제 부의를 말한다 중국교포 김원 - 2월 27일 겨레의 노래를 찾는다 김민기 3월 - 3월 5일 보람으로 가르친 외길 40년 박종근 - 3월 6일 갯마을 남매 시인 전수만 전현정 - 3월 12일 일기쓰기 60년 김옥영 - 3월 13일 고무신장수에서 전자회사 회장까지 - 3월 19일 할머니 유학생 김덕순 - 3월 20일 백두산과 연변사진기행 김열수 - 3월 26일 서울의 마지막 옹 기장인 배요섭 - 3월 27일 법에 의한 세계평화구현 이병호 4월 - 4월 2일 사랑과 인술의 해외의료선교 강원희 - 4월 3일 전 프라우다평양지국 기자와 함께 이동준 - 4월 9일 오동나무박사 김병연 - 4월 10일 캄보디아 난민촌에 펴온 국경없는 사랑 최흥대 - 4월 17일부터 5월 20일까지 KBS 파업으로 인하여 결방. 5월 - 5월 21일 서강대 총장 박홍 (※ KBS 파업 복귀, 정상화) - 5월 22일 정상에 도전하는 신인 연기자들 - 5월 28일 향토술 지켜온 인간문화재 이경찬 - 5월 29일 90 미스코리아와 함께 6월 - 6월 4일 장승찾아 20년 김두하 - 6월 5일 KAL기 폭파 다룬, 신상욱 - 6월 11일 희귀음반 재생하는 음악애호가 신현오 - 6월 12일 여자 홀로 떠난 남미여행기 한찬숙 - 6월 18일 장한 어머니상 전몰군경 미망인 이희남 여사 - 6월 19일 혼례사진병풍 만든 주례박사 오백진 - 6월 25일 전 인민군 장교의 6.25증언 최태환 - 6월 26일 프랑스에 한국문학심는 재불 시인 한경자 | 7월 - 7월 2일 인성개발에 바치는 열정 이상훈 - 7월 3일 영원한 호텔인 배덕산 - 7월 9일 문화부 장관 이어령 - 7월 10일 태교음악작곡가 김도향 - 7월 16일 (불명) - 7월 17일 중국 제1의 기업가 재중교포 석산린 - 7월 23일 사랑의 인술 36년 미국인 선교사 설대위 - 7월 24일 90뮌헨 영화제 올해의 감독 임권택 - 7월 30일 목발로 전국도는 볼펜장수 이원재 - 7월 31일 미녀군단 여행사 여사장 김선 8월 - 8월 6일 42년만에 고국 찾은 재소과학자 장학수 - 8월 7일 후진양성 30년 국졸공고 교사 이철재 - 8월 13일 50년 전 서울풍물 어효선 - 8월 14일 문헌식 - 8월 20일 클래식 대중화에 바친 열정 박인수 - 8월 21일 자동차 판매왕 국승현 - 8월 27일 정트리오 명화 경화 명훈 - 8월 28일 한국보이스카우트연맹 김석원 총재 9월 - 9월 3일 이웃과 함께 사는 마음 김남수 주교 - 9월 4일 인간, 도덕성 회복을 위하여 김형석 - 9월 10일 청강 김영기 화백의 중국기행 - 9월 11일 개인전집 펴낸 만화가 김수정 - 9월 17일 자원봉사자가 본 올림픽 2주년 표순구 - 9월 18일 사이코드라마 박사 김유광 - 9월 24일 중소기업 사장된 소년가장 서한수 - 9월 25일 닥종이예술가 10월 - 10월 8일 사랑의 인술펴는 정형외과 의사 유명철 - 10월 9일 우리말 우리글지키기 한평생, 이주호 - 10월 15일 농촌부흥운동 벌이는 변호사 이재훈 - 10월 16일 (불명) - 10월 22일 세계불교도 서울대회장 서경보 스님 - 10월 23일 은행나무연구에 바친 집념 이창우 - 10월 29일 한 흑 인종길 등의 벽 허무는 재미목사 흥현희 - 10월 30일 주부사원 교육하는 남성전문가 배광석 11월 - 11월 5일 속리산에 민속마을 세운 민속학자 조자용 - 11월 6일 전통 맥잇는 명고수 송영주 - 11월 12일 칠순에 꽃피운 조형주의 미술 김흥수 - 11월 13일 김삿갓 풍월을 찾아서 향토사 연구가 박영국 - 11월 19일 만학으로 강단에 선장한 어머니 김성희 - 11월 20일 1인 10역 기예인생 50년 이인호 화백 - 11월 26일 공중음식 연구에 바친 한 평생 황혜성 - 11월 27일 봉선화 불러 애국심 펼친 성악가 김천애 12월 - 12월 3일 쌀 연구에 바친 한 평생 이은웅 - 12월 4일 살풀이 춤과 함께 60년 김숙자 - 12월 10일 한소수교의 숨은 주역 유학구 - 12월 11일 무대 위에 열정쏟는 대학교수 최형인 - 12월 17일 한국가정법률상담소장 이태영 변호사 - 12월 18일 <우리의 소원> 작곡가 안병원 |

### 1991년
1월
- 1월 7일 `91 도약을 위한제언 박동서 교수
- 1월 8일 세계적 음악가 키운 어머니
- 1월 14일 21세기위원회 이관 위원장
- 1월 15일 카메라에 담은 부정 전몽각 교수
- 1월 21일 차이코프스키 콩쿠르의 영광 바리톤 최현수
- 1월 22일 농촌신랑 연변신부 이용섭 정성실 부부
- 1월 28일 정신의학에 바쳐온 외길 40년 이병윤 박사
- 1월 29일 고향악단 사령탑 맡은 영문학자 김동성

2월
- 2월 4일 열린 예술 추구하는 음악평론가 박용구
- 2월 5일 미국 산업디자인 분야 한국인 선두주자 김영세
- 2월 11일 장기기증운동 벌이는 반진탁 목사
- 2월 12일 이국땅 돌며 반평생 쿠웨이트 교민회장 장정기
- 2월 18일 거리의 인간등불 집게 아저씨 권호석
- 2월 19일 창업예비 학교장 서환현
- 2월 25일 사랑의 쌀 나누기 운동 1년
- 2월 26일 일본 사범시험 합격한 장애자 재일교포

3월
- 3월 4일 독립운동한 이두표 옹의 기타인생
- 3월 5일 역사인물 복원하는 화가 옥문상
- 3월 11일 박애정신 실첳나는 사랑의 의술 김대섭
- 3월 12일 중국 신체장애자 돕는 이관숙 목사
- 3월 18일 지방자치제 박사 유봉영
- 3월 19일 부제목없음
- 3월 25일 부제목없음
- 3월 26일 무역역군의 체험수기 이동준

4월
- 4월 1일 오능레 되새겨보는 장자철학 윤재근
- 4월 2일 한인 권익옹호하는 재미교포 변천수
- 4월 8일 장학재단 설립한 국악할머니 김월하[10]
- 4월 9일 행동하는 소비자 정경술
- 4월 15일 ~ 4월 16일 육영사업 펴는 장애자 양복규
- 4월 22일 성심병원 한림대학 설립자 윤덕신
- 4월 23일 한국화의 맥 있는 원로화가 장우상
- 4월 29일 초대 주월군사령관 채명신장군의회 고답을 듣는다.
- 4월 30일 "증언연극사"를 펴낸 고설봉씨의 연극 인생을 듣는다.

5월
- 5월 6일 영원한 동심 윤석중[11]
- 5월 7일 소년 유격대 추모사업 40년 김덕봉
- 5월 13일 성균관대학교 총장 장을병[12]
- 5월 14일 인물사진에 바친 열정 문선호
- 5월 20일 원로 시인구상
- 5월 21일 월하 통도사 방정스님
- 5월 22일 `91 신사임당 김동순
- 5월 23일 `91 미스코리아와 함께
- 5월 27일 9순애 회고록 낸 원로정치인 윤치영
- 5월 28일 귀순 북한유학생 김지일과 소련약혼녀 왈랴
- 5월 29일 법의학 외길년 문국진
- 5월 30일 고국찾은 연변가 무단

6월
- 6월 3일 주한 루마니아대사와 함께
- 6월 4일 법의학 외길인생 40년
- 6월 5일 의학박사 서한태
- 6월 6일 전쟁미망인 홀로 서기 40년 최영자
- 6월 10일 가구에 쏟은집념 한평생 백영자
- 6월 11일 꿈나무 키우는 영원한 선생님 정지선
- 6월 12일 컴퓨터가 한글을 읽는다 김진형
- 6월 13일 북의 부모 그리워 효도회 만든 장승학
- 6월 17일 최연소 기능장의 승리 하국동
- 6월 18일 옥당고을 뿌리찾는 향토사학자 이기태
- 6월 19일 부제목없음
- 6월 20일 모래판의 스타 조련사 김학룡
- 6월 24일 뉴욕 한인회 변종덕 회장과 함께
- 6월 25일 띄우지 못한 전사의 편지 김토근
- 6월 26일 광역의원 당선된 억척 아줌마
- 6월 27일 고국땅 처음찾은 재소 한인부부 김세르게이

7월
- 7월 1일 과학적 사고는 청소년 시절부터 전과기처장관 이상희
- 7월 2일 외로운 투쟁 마약 퇴치운동 주왕기
- 7월 3일 꽃과 더불어 한평생 홍영표
- 7월 4일 무공해 연탄 개발한 발명왕 나정환
- 7월 8일 공동체 생활로 이웃사랑 실천한다 원경선
- 7월 9일 의사가 본 현대의 석기시대인 백영한
- 7월 10일 복지원만들어 고아를 돌보는 아버지스님 진철스님
- 7월 11일 소련 알마아타에 울려퍼진 한인 동포의 고향찬가
- 7월 15일 미국 굴지의 종합병원장 된 재미동포 의사 김항선
- 7월 16일 부제목없음
- 7월 17일 제헌동지회 윤재욱 회장과 함께
- 7월 18일 정상을 향한 어느 성악가의 집념 강미자
- 7월 22일 ~ 7월 23일 외신 기자의길 30년 천학범
- 7월 24일 실크로드의 한민족발자취 임효재
- 7월 25일 성형수술은 미용이 아니라 치료다 김수신
- 7월 29일 태안의 뿌리찾기 열정 30년
- 7월 30일 조순 전부총리와 함께
- 7월 31일 에스키모의 예술과 삶

8월
- 8월 1일 뮤직 세라피스트의 세계 김문혜
- 8월 5일 과학기자재 보내기 운동펴는 김창식 교수
- 8월 6일 이동원 전 외무부 장관
- 8월 7일 명산의 신비 화폭에 담는다 오승우
- 8월 8일 장난감도서관 열어 장애아 돕는다 김후리다
- 8월 12일 현대사회 속의 샤머니즘 김태곤
- 8월 13일 평생사도의 길을 걷는다 조완규
- 8월 14일 재소동포 현태묵
- 8월 15일 여성독립운동가 조애실여사
- 8월 19일 금메달에 바친 인술 스포츠의학자 하권익
- 8월 20일 고구려 역사의 원류를 찾아서 이진희
- 8월 21일 빙벽등산에 인생을 건다 정광식
- 8월 22일 수박도 무도인 황기
- 8월 26일 ~ 8월 27일 중국의 한방 의료계를 돌아보고 허정
- 8월 28일 인천풍물 한세기 신태범
- 8월 29일 미국속의 한국인 뿌리심기 30년 김유미

9월
- 9월 2일 부제목없음
- 9월 3일 꿋꿋하게 살아요 소년소녀가장
- 9월 4일 간암 투병기 김영동
- 9월 5일 오뚝이농장의 오뚝이인생 안재영
- 9월 9일 구로다 가쓰히로 기자가 본 한국과 한국인
- 9월 10일 사랑과 도움의 터 성가복지병원
- 9월 11일 한국의 젊음 세계에 싣는다
- 9월 12일 공익정신 실천 하는 기업인 윤창의
- 9월 16일 세계평화의 날 운동 펼쳐온 조영식 박사
- 9월 17일 자랑스러운 한국인상 아프리카에 심는다 김복남
- 9월 18일 세계의 청백리 잠롱 방콕시장
- 9월 19일 한국의 교량기술 첨단을 걷는다
- 9월 23일 처음 접해본 고국의 한가위 재일동포 추석 성묘
- 9월 24일 조국 찾은 모스크바대 한국인 교수 미하일 박
- 9월 25일 린톤교수가 보는 한국과 한국인
- 9월 26일 맑은물 되찾기 운동 펴는 해양탐험대장
- 9월 30일 음지에 받친 선도의 길

10월
- 10월 1일 장지연유품전 준비하는 송병기 교수
- 10월 2일 고려일보 사장된 재소한인 2세 조용환 사장
- 10월 3일 구전놀이 노래악보로 만든 동요 작곡가 김숙경
- 10월 7일 부제목없음
- 10월 8일 소쩍새 마을의 아버지 스님 일력
- 10월 9일 부제목없음
- 10월 10일 네칸 만화속에 인생을 담고 윤영옥
- 10월 14일 고향가꾸기 집념 30년 김진갑
- 10월 15일 세계시인대회를 다녀와서 조병화
- 10월 16일 이제 다시 조국을 위하여
- 10월 17일 토스카의 주역들과 함께
- 10월 21일 시나리오와 함께 살아온 반세기 최금동
- 10월 22일 33년만에 지킨 3일의 약속 정동규
- 10월 23일 세계의약협회 총회 유치한 김승호 회장
- 10월 24일 정이품송 소생시킨 나무병원장 강전유
- 10월 28일 육손되어 귀국한 왕년의 스타 조미령
- 10월 29일 불우청소년을 내 자식처럼 정용성
- 10월 30일 중소 동포 아나운서들
- 10월 31일 손수 비행시대 꿈 기르는 비행 동포인들

11월
- 11월 4일 교통통제실의 24시 김성국
- 11월 5일 최고 컨디션은 생체리듬 조절로 서병희
- 11월 6일 사랑과 봉사의 여정 간호사 40년 박명자
- 11월 7일 사라지는 짚문화 보존을 위하여 인병선
- 11월 11일 외로운 투쟁 이한탁 구명 운동하는 최목사
- 11월 12일 `91 저축유공자와 함께
- 11월 13일 학사 출신 택시 여기사 문정숙
- 11월 14일 6.15참전지 방문한 미유타주지사 뱅거터
- 11월 18일 만남과 나눔을 위하여 한국 시 번역하는 앤터니 수사
- 11월 19일 성실하고 용기있는 삶을 위하여
- 11월 20일 페렌레인 주한몽골대사와 함께
- 11월 21일 정상을 달리는 세일즈우먼
- 11월 25일 정원연구로 한국인 심성풀이한다
- 11월 26일 군수로 정년맞은 외로운 공직 한평생
- 11월 27일 장애인 사랑 펼치는 벽안의 신부 천노엘
- 11월 28일 마이클 잭슨 의상디자인 하는 클로리아 김

12월
- 12월 2일 실종자 찾아 주기 앞장서는 전재혁씨
- 12월 3일 한번 검사는 평생검사
- 12월 4일 환경오염 지혜로 극복한다
- 12월 5일 `91 KBS FM 명인들과 함께
- 12월 9일 부제목없음
- 12월 10일 낙도 주민들의 소금과 등불이 되어
- 12월 11일 한국의 술 네팔에 심는다
- 12월 12일 무억의 날 산업훈장 수상자들
- 12월 16일 억새풀은 시들지 않는다
- 12월 17일 사랑과 봉사 그 끝없는 여정
- 12월 18일 상록야학교 운영하는 총각 선생님
- 12월 19일 한국 패션디자이너 세계무대로
- 12월 23일 남지면으로 귀농한 젊은 농민들
- 12월 25일 온누리에 생명의 소중함을
- 12월 26일 소년소녀가장수기 입상자와 함께

### 1992년
| 1월 - 1월 6일 부제목없음 - 1월 7일 탁희준 교수 - 1월 13일 교육자치시대 민선교육감 - 1월 14일 한완상 교수 - 1월 15일 부제목없음 - 1월 16일 부제목없음 - 1월 20일 아동만화가 윤승운씨 - 1월 21일 부제목없음 - 1월 22일 링과 함께한 40년 권투사범 송영수 - 1월 23일 세계가 내일터 - 1월 27일 김태신스님 인생역정 - 1월 28일 맛으로 빛는 예술 백인수 - 1월 29일 미국 다이아몬드바 시장된 한국인 김창준 - 1월 30일 교통사고 25시 2월 - 2월 6일 꿈을 싣고 하늘을 난다 조성기 - 2월 10일 미국서 본 한국경제 - 2월 11일 난치병환자 도운 인술 - 2월 12일 서울예고 정우현 교장 - 2월 13일 2천회 기념 무대 품바의 주인공들과 함께 - 2월 17일 원호지휘자 임원식씨 - 2월 18일 장인 정신이 낳은 최고의 기술자 - 2월 19일 청춘을 오페라에 묻고 - 2월 20일 부제목없음 - 2월 24일 염광여상 김정렬 교장 - 2월 25일 노사화합이 이룬 한국판 MK버스 최성원 - 2월 26일 부제목없음 - 2월 27일 이영택 3월 - 3월 2일 부제목없음 - 3월 3일 꿈나무 고민 풀어주는 교장 선생님 - 3월 4일 부제목없음 - 3월 5일 부제목없음 - 3월 9일 박태욱 - 3월 10일 안형일 성악가 서울대 음대교수 - 3월 11일 김승일 - 3월 12일 정영춘 - 3월 16일 강경구 - 3월 17일 춘원사업을 위해 귀국한 3남 이영근 - 3월 18일 부제목없음 - 3월 19일 강우현 | - 3월 23일 부제목없음 - 3월 24일 삽살개 보존에 바친 집념 하지흥 - 3월 25일 나비부인의 주역들 국제오페라단 - 3월 26일 부제목없음 - 3월 30일 부제목없음 - 3월 31일 목공예가 박찬수 4월 - 4월 1일 쇼트트랙의 대부 조윤식 - 4월 2일 벤자민홍 미한미은행장 - 4월 6일 부제목없음 - 4월 13일 이동찬 코오롱 회장 - 4월 20일 부제목없음 - 4월 27일 최주호 서울대 총동창회 회장 5월 - 5월 4일 부제목없음 - 5월 11일 박종철 (장미희 회장) - 5월 18일 신웅배 (한대교수) - 5월 25일 김준형 (행남사회장) 6월 - 6월 1일 김장자 (미주 한인방송 이사장) - 6월 8일 최선옥 성모자애 재활원장 - 6월 15일 김삼순 (92한국보훈대상 수상) - 6월 22일 남북이산가족 방문신청자와 함께 - 6월 29일 알레나 보네르 사하로프 여사 7월 - 7월 6일 한국선명회회장 이윤구 - 7월 13일 박일경 (원로법학자) - 7월 20일 최태섭 (한국유리 명예회장) - 7월 27일 정준 (도덕재무장 운동본부 이사장) 8월 - 8월 3일 이어령 전 문화부 장관 - 8월 10일 서정욱 KIST 회장 - 8월 17일 부제목없음 - 8월 24일 황영금 (성악가) - 8월 31일 현위헌 9월 - 9월 7일 유종현대사 - 9월 14일 이준구 - 9월 21일 이정석 (변호사) - 9월 28일 조항록 목사 10월 - 10월 11일 김수환 추기경 11월 - 11월 1일 박완서 (소설가) |

## 역대 MC

### 고정 진행자
- 김재원 (1981년)
- 조경철 (1981~1982년)
- 이계진 (1982년 ~ 1983년)
- 오미희 (1982년 ~ 1983년)
- 김영호 (1983년 ~ 1986년 3월)
- 김동건 (1986년 4월 ~ 1993년)[13]

### 보조 진행자
- 이혜숙 (1983년 ~ 1984년 4월)
- 정혜실 (1984년 ~ 1986년 11월)

## 타이틀 변천사
| 기수 | 타이틀            | 방송 기간                          | 비고 |
| ---- | ----------------- | ---------------------------------- | ---- |
| 1기  | 8시에 만납시다    | 1981년 2월 2일 ~ 1981년 4월 10일   |      |
| 2기  | 9시에 만납시다    | 1981년 4월 13일 ~ 1982년 2월 12일  |      |
| 3기  | 11시에 만납시다   | 1982년 2월 15일 ~ 1992년 9월 28일  |      |
| 4기  | 만나고 싶었습니다 | 1992년 10월 11일 ~ 1993년 3월 28일 |      |

## 같이 보기
- 한국 한국인 (2000년대 이후)